# آزادی مثبت
آزادی مثبت (انگلیسی: Positive liberty) داشتن امکان عمل کردن بر اساس اراده آزاد (اختیار) در یک فرد است و متضاد آن، آزادی منفی است که آزادی از محدودیت‌های خارجی وارد آمده بر عمل یک فرد است. یک معنای آزادی مثبت می‌تواند آزادی از محدودیت‌های درونی نیز باشد.
مفاهیم ساختار و عاملیت در آزادی مثبت نقش محوری دارند چرا که برای آزاد بودن، فرد باید بتواند برای به‌کار گرفتن اختیار از قید محدودیت‌های ساختار اجتماعی رها باشد. آزادی یک فرد را، از نظر ساختاری، تبعیض طبقاتی، تبعیض جنسیتی، سن‌گرایی، تواناگرایی و نژادپرستی می‌توانند محدود کنند. چنان‌که آزادی مثبت اساساً با تسلط عاملیت اجتماعی رابطه دارد، این آزادی با توانا بودن شهروندان در مشارکت در دولت و حکومت و رساندن صدا و داشتن علائق‌شان، به‌رسمیت شناخته‌شدن نگرانی‌هایشان و عمل بر اساس آنها، تأمین می‌شود.
با اینکه اغلب جستار آیزایا برلین با عنوان «دو مفهوم آزادی» (۱۹۵۸) به عنوان اولین متنی که بین آزادی مثبت و منفی تمایز قائل شده، شناخته می‌شود، اریش فروم، فیلسوفِ مارکسیست، روان‌تحلیل‌گر و انسان‌گرای مکتب فرانکفورت چنین تمایزی بین آزادی مثبت و منفی را یک دهه پیش از برلین در کتاب گریز از آزادی (۱۹۴۱) ترسیم کرده است.

## تاریخچه
بر اساس نظریه آزادی ژان ژاک روسو آزادی فردی از طریق مشارکت در فرآیندی به دست می‌آید که به موجب آن جامعه کنترل جمعی بر امور فرد را مطابق با «اراده عمومی» اعمال می‌کند. برخی قرارداد اجتماعی را اینگونه تفسیر می‌کنند که روسو بر این باور است که آزادی، به معنای قدرت تک تک شهروندان است تا در حکومت برای ایجاد تغییرات عمل کنند. این اساساً همان قدرت خودگردانی و دموکراسی است. روسو خود می‌گوید، «صرف انگیزه به اشتها برده‌داری است، در حالی که اطاعت از قانون که برای خود تجویز می‌کنیم، آزادی است». در حالت طبیعی یک دولت مدنی عدالت را جایگزین غریزه می‌کند و به اعمال او اخلاقی می‌دهد که قبلاً فاقد آن بودند.